# 18876 Sooner
18876 Sooner (1999 XM) là một tiểu hành tinh vành đai chính được phát hiện ngày 2 tháng 12 năm 1999 bởi J. M. Roe ở Oaxaca.